# Kammerbach (Bad Sooden-Allendorf)
Kammerbach ist ein Stadtteil von Bad Sooden-Allendorf im nordhessischen Werra-Meißner-Kreis.

## Geographie
Kammerbach liegt 4,3 km westlich der Kernstadt Bad Sooden-Allendorfs im Geo-Naturpark Frau-Holle-Land (Werratal.Meißner.Kaufunger Wald) auf etwa 300 m ü. NHN. Westlich des Dorfes liegt der Hohlstein (Kammerbacher Höhle, Hilgershäuser Höhle), der größte Höhlenraum Hessens. Nordnordöstlich erhebt sich der Roßkopf (482,4 m).
In der Gemarkung von Kammerbach, etwa zwei Kilometer südwestlich des Dorfs, befindet sich am linken, westlichen Ufer des Ottersbachs der Burgstall Wasserburg Ottersbach, von der noch Reste der Wassergräben zu erkennen sind, sowie die bei der einstigen Burg gelegene Wüstung Ottersbach.

## Geschichte
Die älteste bekannte schriftliche Erwähnung von Kammerbach erfolgte unter dem Namen Kammerbach im Jahr 1277 im Urkundenbuch der Klöster an der Werra.
Zum 1. Januar 1974 wurde die bis dahin selbständige Gemeinde Kammerbach im Zuge der Gebietsreform in Hessen kraft Landesgesetz in die Stadt Bad Sooden-Allendorf eingegliedert. Für Kammerbach wurde ein Ortsbezirk mit Ortsbeirat und Ortsvorsteher nach der Hessischen Gemeindeordnung gebildet.

## Bevölkerung
Einwohnerstruktur 2011
Nach den Erhebungen des Zensus 2011 lebten am Stichtag, dem 9. Mai 2011, in Kammerbach 342 Einwohner. Darunter waren 6 (1,9 %) Ausländer.
Nach dem Lebensalter waren 51 Einwohner unter 18 Jahren, 126 zwischen 18 und 49, 42 zwischen 42 und 64 und 27 Einwohner waren älter.
Die Einwohner lebten in 147 Haushalten. Davon waren 42 Singlehaushalte, 36 Paare ohne Kinder und 51 Paare mit Kindern, sowie 9 Alleinerziehende und 6 Wohngemeinschaften. In 24 Haushalten lebten ausschließlich Senioren und in 96 Haushaltungen lebten keine Senioren.
Einwohnerentwicklung
| Quelle: Historisches Ortslexikon |                                                                    |
| • 1451:                          | 18 Höfe, 4 Baustätten, 5 neue Höfe                                 |
| • 1575/85:                       | 57 Hausgesesse                                                     |
| • 1681:                          | 57 Hausgesesse                                                     |
| • 1747:                          | 61 Mannschaften mit 77 Feuerstellen                                |
| • 1961:                          | 362 evangelische (= 83,22 %), 71 katholische (= 16,32 %) Einwohner |

| Kammerbach: Einwohnerzahlen von 1781 bis 2016 | Kammerbach: Einwohnerzahlen von 1781 bis 2016 | Kammerbach: Einwohnerzahlen von 1781 bis 2016 | Kammerbach: Einwohnerzahlen von 1781 bis 2016 | Kammerbach: Einwohnerzahlen von 1781 bis 2016 |
| --- | --------------------------------------------- | --------------------------------------------- | --------------------------------------------- | --------------------------------------------- |
| Jahr |                                               |                                               |                                               | Einwohner                                     |
| 1781 | 1781                                          |                                               | 395                                           | 395                                           |
| 1834 | 1834                                          |                                               | 507                                           | 507                                           |
| 1840 | 1840                                          |                                               | 492                                           | 492                                           |
| 1846 | 1846                                          |                                               | 478                                           | 478                                           |
| 1852 | 1852                                          |                                               | 466                                           | 466                                           |
| 1858 | 1858                                          |                                               | 428                                           | 428                                           |
| 1864 | 1864                                          |                                               | 445                                           | 445                                           |
| 1871 | 1871                                          |                                               | 433                                           | 433                                           |
| 1875 | 1875                                          |                                               | 393                                           | 393                                           |
| 1885 | 1885                                          |                                               | 402                                           | 402                                           |
| 1895 | 1895                                          |                                               | 421                                           | 421                                           |
| 1905 | 1905                                          |                                               | 410                                           | 410                                           |
| 1910 | 1910                                          |                                               | 417                                           | 417                                           |
| 1925 | 1925                                          |                                               | 419                                           | 419                                           |
| 1939 | 1939                                          |                                               | 393                                           | 393                                           |
| 1946 | 1946                                          |                                               | 599                                           | 599                                           |
| 1950 | 1950                                          |                                               | 583                                           | 583                                           |
| 1956 | 1956                                          |                                               | 459                                           | 459                                           |
| 1961 | 1961                                          |                                               | 435                                           | 435                                           |
| 1967 | 1967                                          |                                               | 412                                           | 412                                           |
| 1970 | 1970                                          |                                               | 409                                           | 409                                           |
| 1980 | 1980                                          |                                               | ?                                             | ?                                             |
| 1990 | 1990                                          |                                               | ?                                             | ?                                             |
| 2000 | 2000                                          |                                               | ?                                             | ?                                             |
| 2011 | 2011                                          |                                               | 342                                           | 342                                           |
| 2016 | 2016                                          |                                               | 344                                           | 344                                           |
| Datenquelle: Historisches Gemeindeverzeichnis für Hessen: Die Bevölkerung der Gemeinden 1834 bis 1967. Wiesbaden: Hessisches Statistisches Landesamt, 1968. Weitere Quellen: LAGIS; Stadt Bad Sooden-Allendorf; Zensus 2011 |                                               |                                               |                                               |                                               |

## Politik
Für Kammerbach besteht ein Ortsbezirk (Gebiete der ehemaligen Gemeinde Kammerbach) mit Ortsbeirat und Ortsvorsteher nach der Hessischen Gemeindeordnung.
Der Ortsbeirat besteht aus fünf Mitgliedern. Bei den Kommunalwahlen in Hessen 2021 betrug die Wahlbeteiligung zum Ortsbeirat 71,97 %. Alle Kandidaten gehörten der „Wählergemeinschaft Kammerbach“ an. Der Ortsbeirat wählte Thomas Lieberum zum Ortsvorsteher.

## Kultur und Sehenswürdigkeiten
Kammerbach besitzt ein kleines Ortsmuseum und eine Kirche.